# David Seaman
David Andrew Seaman (MBE) (født 19. september 1963 i Rotherham, England) er en tidligere engelsk fodboldspiller, der tilbragte størstedelen af sin karriere som målmand hos Arsenal F.C. i den bedste engelske liga, hvor han regnes for en af klubbens største spillere gennem historien. Han var desuden i en årrække førstevalg som målmand på det engelske landshold, som han repræsenterede hele 75 gange.

## Klubkarriere
Seaman startede sin seniorkarriere i 1984 hos Peterborough United, og spillede desuden i starten af sin karriere hos Birmingham City og Queens Park Rangers. I 1990 skrev han dog kontrakt med storklubben Arsenal F.C. Her spillede han de efterfølgende 14 sæsoner som en fast sidste skanse på holdet, og var med til at vinde adskillige titler med London-klubben, heriblandt tre engelske mesterskaber, tre FA Cup-titler og Pokalvindernes Europa Cup i 1994. Han afsluttede sin karriere i 2004 med et ophold i Manchester City.

## Landshold
Seaman spillede desuden for Englands landshold, som han debuterede for i november 1988 i en kamp mod Saudi-Arabien. Efter at have været landsholdets reservemålmand i nogle år etablerede han sig som førstevalget midt i 90'erne. Her var han blandt andet med til at nå semifinalen ved EM i 1996 på hjemmebane, og var også holdets målmand ved både VM i 1998 i Frankrig, EM i 2000 i Belgien og Holland, samt VM i 2002 i Sydkorea og Japan.
Seaman nåede i alt at være Englands målmand hele 75 gange, hvilket gør ham til en af de mest benyttede spillere på den post i landets historie. Hans sidste kamp var den 16. oktober 2002 på hjemmebane mod Makedonien.

## Titler
Premier League
- 1991, 1998 og 2002 med Arsenal F.C.

FA Cup
- 1993, 1998 og 2002 med Arsenal F.C.

Liga Cup
- 1993 med Arsenal F.C.

Pokalvindernes Europa Cup
- 1994 med Arsenal F.C.